# Невозвратные затраты
Невозвратные затраты (дословно — «утопленные затраты», англ. sunk costs) — затраты, которые не имеют альтернативного использования: затраты, понесённые в результате решений, принятых в прошлом, и которые не могут быть изменены последующим решением в будущем. 

## Определение
Английский профессор Колин Друри определяет невозвратные затраты как затраты на уже приобретённые ресурсы, когда общее количество этих ресурсов не зависит от выбора из имеющихся альтернативных вариантов их дальнейшего использования; расходы, понесённые в результате решений, принятых в прошлом, и которые не могут быть изменены последующим решением в будущем.
Невозвратные затраты — незначимы для принимающего решения, но не являются нерелевантными затратами. Нерелевантные затраты — незначимы, но от них можно отказаться в будущем, поэтому они и не являются невозвратными затратами.

## Примеры невозвратных затрат
Амортизационные отчисления от оборудования, купленного в прошлом отчётном периоде, являются невозвратными затратами. Так как остаточная стоимость оборудования должна быть списана вне зависимости от того, будет ли оборудование востребовано или нет, будет ли на нём что-то производиться или нет, всё равно нужно списывать. Данные затраты не могут быть изменены ни одним будущим решением.
Например, построенную кирпичную канализацию нельзя разобрать на кирпичи и распродать. Или, например, залитый бетонный фундамент, неожиданно оказавшийся невостребованным, нельзя обратно вернуть в цемент и песок. К таким примерам относятся и расходы на маркетинг: понесённые в прошлом затраты на рекламу не имеют альтернативного использования.

## Ловушка невозвратных затрат
Согласно исследованию Хэла Аркеса большинство потребителей в ситуациях понесённых невозвратных затрат, проводя выбор между выгодным, но дешёвым, с одной стороны, и невыгодным, но дорогим и частично оплаченным, с другой, — предпочитают последнее. Величина понесённых в прошлом затрат мотивирует их в большей степени, чем объективная польза и общая рациональность затрат. Таким образом, большинство людей не игнорируют невозвратные затраты при принятии решений.